# Kácsor Zsolt
Kácsor Zsolt (Eger, 1972. március 26.) magyar író, újságíró. Írói álnevei: Jakab mester, Káli Z. Sándor.

## Életpályája
1995-ben szerzett történelem–művelődésszervezés szakos diplomát az egri Eszterházy Károly Tanárképző Főiskolán nappali tagozaton. 2001-ben elvégezte az ELTE történelem szakát levelező tagozaton. 2007-ben fejezte be PhD-tanulmányait a Debreceni Egyetem történelem doktori iskolájában, de doktori fokozatot még nem szerzett. Később Romsics Ignác professzor lett a doktori témavezetője az egri Eszterházy Károly Egyetemen, de disszertációját még nem nyújtotta be.
1990-től publikál különböző napi- és hetilapokban, folyóiratokban. Saját bevallása szerint ekkortól kizárólag az írásból él. 1990 és 1994 között a Heves Megyei Hírlap, majd 1994-től 1999-ig a Heves Megyei Nap munkatársa volt. 1999–2000-ben az egri tanárképző főiskola kommunikáció tanszékén oktatott. 1999-től 2002-ig az egri Poszt című kulturális folyóirat alapító főszerkesztője volt. 2000-2015 között a Népszabadság főállású debreceni tudósítójaként dolgozott. 
2016-ban Budapestre költözött, a Népszabadság kulturális rovatának belső munkatársa lett, ott dolgozott a lap 2016. október 8-i megszüntetéséig. 2016 decembere óta a Mazsihisz.hu külső munkatársa. 2017-től 2019-ig a Tekintet.hu főszerkesztője. 2017 óta publikál a Népszavában. Főfoglalkozású íróként tárcákat, recenziókat publikál az Élet és Irodalomban, rendszeres szerzője a Hévíz folyóiratnak, a Múlt és Jövőnek, valamint az Új Életnek. 2021-től a ír a Viszont magazinba.

## Társasági tagságai
1993-tól a Magyar Újságírók Országos Szövetsége (MÚOSZ), 2010-től a Magyar Alkotóművészek Országos Egyesülete (MAOE) irodalmi tagozatának tagja volt, ahonnan 2023-ban lépett ki, tiltakozásul amiatt, mert a MAOE felterjesztésére tüntették ki Yann Caspart.
2022-től a Magyar Műfordítók Egyesületének tagja. 2023-tól a Magyar Zsidó Kulturális Egyesület (MAZSIKE) elnökségi tagja.

## Díjai, elismerései
1992-ben első helyezést ért el az Élet és Irodalom és a Soros Alapítvány által közösen meghirdetett országos riportpályázaton. 2004-ben, 2007-ben, 2011-ben és 2019-ben Népszabadság-díjat kapott. 2007-ben Móricz Zsigmond-ösztöndíjban részesült. 2019-ben megkapta az Andrassew Iván emlékére alapított Sámli-díjat. 2021-ben Média a Családért-díjra jelölték, 2022 januárban elnyerte a díjat.

## Művei

### Regények
- Barbarus – magyar históra. Athenaeum Kiadó, Budapest, 2008
- István király blogja: avagy hogyan alapítottam meg Magyarországot valójában? Ómagyar szatíra. Athenaeum Kiadó, Budapest, 2009
- Rettenetes Vlagyimir – A Pál utcai vörösingesek regénye. Kalligram Kiadó, Budapest–Pozsony, 2012
- A harminckét bolond. Regény. Kalligram Kiadó, Budapest, 2017
- Cigány Mózes. Anarchista történet. Regény. Kalligram Kiadó, Budapest, 2020
- Pokoljárás Bipoláriában. Egy mániás depressziós feljegyzései. Regény; Kalligram, Budapest, 2023

### Riportkönyv
- Nem leszek áldozat. A Hónap Könyve, Szentendre, 2012

### Novellák, elbeszélések
- Halott ember hazamegy. Élet és Irodalom, 1996. május
- Air France. Élet és Irodalom, 1997. augusztus
- Az úr háza népe. Poszt (Eger), 2000. ősz
- Vita Principis Emerici. Poszt, 2000. ősz (Jákob mester álnéven)
- Esterházy Péter. Poszt, 2000. tél
- Linkország. In Távol Betlehem – Az egri Kálnoky László Egyesület ezredvégi antológiája. Szerk.: Jánosi Zoltán – Serfőző Simon – Ködöböcz Gábor. Felsőmagyarország Kiadó, Miskolc, 2000.
- Fiatal férfi arca I. Poszt, 2001. tavasz (Káli Z. Sándor álnéven)
- Fiatal férfi arca II. Poszt, 2001. ősz (Káli Z. Sándor álnéven)
- Halott ember Élet és Irodalom, 2004. március 12.
- Előtanulmányok egy kivégzéshez. A Hét (Marosvásárhely), 2005. január
- Halott ember. Alföld, 2005. február
- Atya, Fiú, Szentlélek. A Hét, 2005. május
- Bellakók és oroszlánok. Ex–Symposion (Veszprém) 2005. 52. sz.
- Halott ember evangéliuma. Alföld, 2006. április
- A provence-i babák. A Vörös Postakocsi (Nyíregyháza), 2009. nyár, 84. oldal
- Betakarítás. Líra Könyvklub Magazin, 2009. szeptember
- Apám története a ribizlibokrokról. Élet és Irodalom, 2010. február 5.
- Útmutató haldoklóknak. Archiválva 2010. október 4-i dátummal a Wayback Machine-ben Forrás, 2010. október
- Kontárok. Hévíz Művészeti és társadalmi folyóirat, XX. évfolyam, 2012/2.
- Nem leszek áldozat Nagyriport a romagyilkosságokról. E-book kiadásában, 2012. augusztus
- Az egri fiú. Hévíz Művészeti és társadalmi folyóirat, 2013. március
- Ezüsthalacska. Élet és Irodalom, 2013. március 8.
- Az emlékezet elátkozása. Hévíz Művészeti és társadalmi folyóirat, 2018

### Regényrészletek
- A főnök szaga 1–25. Népszabadság, Hétvége melléklet, 2003 folyamán
- A harminckét bolond (Litera)
- Részlet[8] A harminckét bolond c. regényből. (24.hu)
- A Kalligram ajánlója A harminckét bolond c. regényből (Dunszt.sk)
- Kácsor Zsolt: A cigány Mózes. Remény, 2019 (Hozzáférés: 2022. március 3.)
- Kácsor Zsolt: Cigány Mózes (Részlet a regényből). Népszava, 2020. november 14. (Hozzáférés: 2022. február 6.)
- Cigány Mózes. Szombat, 2020. április 9. (Hozzáférés: 2022. március 3.)

## Kritikák a műveiről

### Barbarus
- Bächer Iván: Magyar mese Népszabadság, 2008. november 29.
- Ferencz Győző: Pannon vérzivatar (A Népszabadság kritikája a Barbarusról)
- Tarján Tamás: Tárcanovellákból történelem – Barbarus (A Kultúra.hu kritikája a Barbarusról, az Atheneum kiadó honlapján)
- Tar Ferenc: Forrestgampus Pannonicus (A Vörös Postakocsi kritikája a Barbarusról, 127. oldal)

### István király blogja
- Bod Péter: Ómagyar táj újmagyar ecsettel (Az Élet és Irodalom kritikája az István király blogjáról)
- Szent István intelmei, úgy általában (miafene.hu – mainstream underground komplex it-s kult-hírblog)
- Takács Ferenc: Magyar börleszk[halott link] (A Népszabadság kritikája az István király blogjáról)
- Záptojások István király palástjára (A Napi Élet az István király blogjáról)

### Nem leszek áldozat
- E-könyv a cigánygyilkosságokról (Vágvölgyi B. András a Nem leszek áldozat című e-bookról)

### Rettenetes Vlagyimir
- Az alternatív Pál utcai fiúk (Az Irodalmi Jelen írása a Rettenetes Vlagyimírról)
- Einstand helyett tarkólövés (A Vörös Postakocsi írása a Rettenetes Vlagyimírról)
- Legyen vörös és fekete (Az Élet és Irodalom a Rettenetes Vlagyimírról)
- ÉS-kvartett  (Az Élet és Irodalom szervezésében Károlyi Csaba a Rettenetes Vlagyimírról beszélget Bárány Tiborral, Deczki Saroltával és Kálmán C. Györggyel az Írók Boltjában)
- Módosulás. Kőrösi Zoltán írása a Rettenetes Vlagyimírról. Kalligram folyóirat, 2013. március
- A Párt utcai fiúk (Nyerges Gábor Ádám a Rettenetes Vlagyimírról a Népszabadságban, 2013. március 23.)

### A harminckét bolond
- Generációk és sorsok. Somogyi András A harminckét bolondról.
- Család és történelem. Kálmán C. György A harminckét bolondról.
- A moly.hu írásai[9] A harminckét bolondról.
- A Könyves.blog írása Archiválva 2018. június 28-i dátummal a Wayback Machine-ben A harminckét bolondról.
- Radics Viktória: kritikája[halott link] a Mozgó Világban A harminckét bolondról.

### Cigány Mózes
- Öt mondat. Károlyi Csaba kritikája a Cigány Mózesről.
- ÉS-kvartett: az Élet és Irodalom szervezésében Károlyi Csaba beszélget Deczki Saroltával, Szolláth Dáviddal és Visy Beatrixszel. Ugyanez élő felvételen.
- Szarka Judit: Rejtőző nagyság. Revizor Online, 2021. szeptember 20. (Hozzáférés: 2022. március 3.)

## Feldolgozások
- Cigány Mózes: a Katona József Színház előadása. Az előadás trailere. Beszélgetés a szerzőkkel. Interjú az előadóval.